# Société de musique contemporaine du Québec
La Société de musique contemporaine du Québec (SMCQ) est un organisme de musique classique contemporaine basé à Montréal (Québec, Canada). Fondée en 1966 par des compositeurs et musiciens tels que Wilfrid Pelletier, Jean Papineau-Couture, Serge Garant et Maryvonne Kendergi, elle joue depuis un rôle important dans le développement de la scène musicale contemporaine québécoise. La SMCQ produit une série annuelle de concerts donnés par son propre ensemble à géométrie variable (l’Ensemble de la SMCQ) ou des ensembles invités, un festival international biennal de musique contemporaine (Festival Montréal/Nouvelles Musiques ou MNM) et des activités pour jeune public (SMCQ Jeunesse). En 2007-2008, elle présentait la première édition de la « Série hommage », une série biennale en collaboration avec d’autres organismes de tous horizons visant à honorer un compositeur québécois important. Cette première édition était consacrée à Claude Vivier. La SMCQ est sous la direction artistique de Walter Boudreau depuis 1988. 
Le fonds d'archives de la Société de musique contemporaine du Québec est conservé au centre d'archives de Montréal de Bibliothèque et Archives nationales du Québec.

## Directeurs artistiques
- 1988- à ce jour : Walter Boudreau
- 1986-1988 : Gilles Tremblay
- 1966-1986 : Serge Garant

## Étapes importantes
- 1966 : Fondation. Direction artistique : Serge Garant
- 1986 : Changement de direction artistique : Gilles Tremblay
- 1988 : Changement de direction artistique : Walter Boudreau
- 1997 : Création du volet SMCQ Jeunesse
- 2000 : Symphonie du Millénaire
- 2003 : Première édition du Festival Montréal/Nouvelles Musiques [MNM]
- 2005 : Deuxième édition du Festival Montréal/Nouvelles Musiques [MNM]
- 2007 : Troisième édition du Festival Montréal/Nouvelles Musiques [MNM]
- 2007-2008 : Première édition de la « Série hommage ». Claude Vivier à l’honneur.
- 2009 : Quatrième édition du Festival Montréal/Nouvelles Musiques [MNM]
- 2011 : Publication de « La Société de musique contemporaine du Québec », qui retrace en détail l'histoire de la SMCQ.